# Kultura apenińska

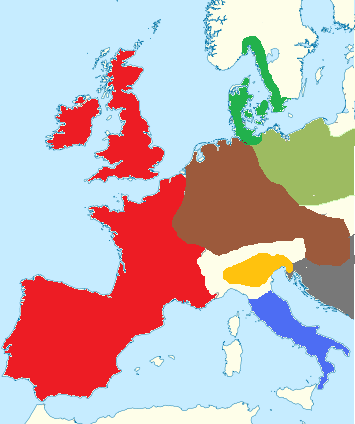
Europa w środkowej epoce brązu, kultura apenińska – kolor niebieski

Kultura apenińska – kultura epoki brązu występująca w południowej i środkowej części Półwyspu Apenińskiego w II tysiącleciu p.n.e.
Charakteryzowała się grobami szkieletowymi w pozycji skurczonej w jaskiniach lub grobach megalitycznych. Ludność tej kultury praktykowała hodowlę zwierząt i uprawę ziemi. Zamieszkiwała w osadach, w których budowano koliste domy na kamiennych fundamentach, czasem zamieszkiwała też jaskinie. Wyroby z brązu były rzadkie i pochodziły raczej z importu, odnaleziono za to wiele wyrobów kamiennych, co świadczy o silnych tradycjach eneolitycznych.